# يوغي فايف دي اس
يوغي يوه فايف ديز(بالإنجليزية Yu-Gi-Oh! 5D's - باليابانية 遊☆戯☆王5D's ファイブディーズ, Yūgiō Faibu Dīzu) هو مسلسل أنمي ياباني/ مانغا يوغي يو، فبعد انتهاء مانغا Yu-Gi-OH R، تقرر صدور السلسلة الجديدة في الثاني من 2 ابريل - نيسان عام 2008م، على قناة TV-Tokyo اليابانية. وقد تم الإعلان عن القليل من التفاصيل فقط حول هذة السلسلة. قرص المبارزة الرئيسي في هذا الجزء يسمى "D-Wheel"، والمبارزات ستجرى في ستادات تسمى "Riding Duels"، ومن التفاصيل المعلنة كذلك أن بطل السلسلة يسمى "Yūsei Fudō" وهو شاب في الثامنة عشرة من عمره وورقته الرئيسية هي "Stardust Dragon" والتي ستكون كذلك الغطاء لمجموعة الأوراق الجديدة.
تدور احداث يو غي أوه! فايف دي اس في مدينة دومينو الجديدة. هناك نوع جديد من المبارزة يسمي بـ «مبارزات التربو» حيث ان هذه المبارازات تلعب على دراجات نارية تسمى «مبارزة السرعة». في حين أن المبارزة العادية لا تزال موجودة، أصبحت مبارزات التربو شكلا شعبيا من أشكال الترفيه للمشاهدين، الذين يشاهدونهم في الملاعب المصممة خصيصا. هذه السلسلة أيضا تجري في خط زمني متغير (بسبب تتداخل الالياستر مع الماضي).

## تقسيم الانمي

### الموسم الأول كأس فورتشين
تبدأ القصة بسرقة جاك اطلس بطل العالم في مبارازات التربو لورقة يوسي المفضلة «التنين ستاردست» صدم يوسي من خيانة جاك من سنتين أصبح مستاء من الوضع الراهن، وحاول يوسي جاهداً مغادرة مدينة ستالايت من أجل العثور على جاك واستعادة بطاقته التنين ستاردست المسروقة. على طول الطريق، يواجه يوسي «الأمن القطاعي»، وهو قوة شرطة مهمتها منع سكان الستالايت من دخول مدينة دومينو الجديدة باي طريقة ممكنة ومع ذلك، على الرغم من أن قطاع الأمن يقوم بدوره القذر، تمكن يوسي من الوصول إلى نيو دومينو سيتي وتحدي جاك في مبارزة سرعة وذلك لاستعاد ورقته. ومع ذلك، في منتصف مبارزة، يظهر تنين أحمر غريب وقوي في منتصف الملعب. بعد الصدام بين التنين ستاردست والتنين الاحمر اركفيند. التنين الغامض يسقط يوسي وجاك من علي دراجاتهم، وتسبب أيضا في انقطاع الطاقة على مستوى المدينة. وبذلك تنتهي المبارزة بالتعادل. لا أحد يفهم ماذا يجري، يتوقف كل من جاك ويوسي عن القيادة ليكتشفا علامة حمراء مؤلمة ومتوهجة على ساعديهما. ومع ذلك، قبل أن يتمكن يوسي وجاك من الحصول على أي إجابات، يصل ريكس غودوين، مدير جاك ورئيس قطاع الأمن، مع حراس أمن القطاع الذين يقومون بعد ذلك باعتقال يوسي، ومحاولة الحكم على يوسي بأن يتم «إعادة تأهيله» في السجن. ولكن جاك ينزعج من تدخل غودوين، يطلب جاك معرفة كيف ولماذا غودوين هنا. يحاول غودوين أن يخبر جاك أنه لا داعي للقلق، وأنه سيتم الكشف عن كل تلك التفاصيل قريبًا. بعد هذا الامر يبدا يوسي في السعي بان يصبح «سيد السرعة الجديد» أو (بطل العالم في مبارزات التوربو)
يتم إرسال يوسي إلى السجن. هناك يتعلم أسطورة الإصلاء. كما يحارب ضد المعاملات غير العادلة للسجناء، لا سيما من خلال مبارزة السيد أرمسترونغ. بعد يوسي هزيمة ارمسترونغ، يتم الإفراج عن يوسي. ثم يستغل يوسي الوقت المستغرق في استعادة قوته وصادقته.بعد ذلك تعقد مجموعة الالياستر كأس فورتيشن على أمل جمع الإصلاء «حاملي قوي التنين القرمزي». يضطر يوسي للدخول في المنافسات، من اجل سلامة أصدقائه الذين قبض عليهم من الستالايت. بعد العديد من التحولات والانعطافات في الكأس، تم جمع 4 من الإصلاء أخيرا كما خطط ريكس غودوين ولازار.
خلال مبارزة يوسي وجاك، يظهر التنين القرمزي مرة اخري. من خلال التنين قرمزي يتم نقل مبارزة لمكان آخر جنبا إلى جنب مع روكا واكي ايزينزيكي، الذين يراقبون المبارزة. 5 منهم يشهدون الماضي، كانوا يشاهدون علي درج التنين القرمزي Stairway of the Crimson Dragon المعروف باسم المعبد السماوي Sky Temple يلاحظ يوسي 5 أشخاص على قمة الدرج الإصلاء القدماء الذين حملوا في نفس الوقت نفس علامات التنين وكانوا في ذلك الوقت. وبعد ذلك يشهدون المستقبل، حيث يتم تدمير الستالايت من قبل قوة غريبة، حيث تظهر على بقاياها علامة العنكبوت. يدفع جاك بمبارزة قوية على يوسي من أجل الفوز والاحتفاظ بلقبه، لكن يوسي ينجح بالفوزإعلانه كالملك الجديد لمبارزات توربو وبطل كاس فورتشين.

### الموسم الثاني الحرب ضد اصلاء الظلام
الحرب ضد اصلاء الظلام بعد مشاهدة قرمزي التنين في كأس فورتشن، يبدء اصلاء الظلام في التحرك ويبدأون بتهديد أهل الستالايت ويطلبون منهم الانضمام إليهم إذا كانوا يريدون الخلاص من مصيرهم البائس. حيث انهم يعتزمون فتح بوابة الجحيم لتبتلع مدينة الستالايت.
على الرغم من عدم ثقة يوسي في ريكس جودوين، فهو يقبل مساعدته لتلقي المزيد من المعرفة عن هوية اصلاء الظلام. يعود يوسي إلى مدينة ستالايت لإنقاذ أصدقائه من التهديد الجديد. ثم يتم لم شمله مع صديقه القديم كرو هوجان، الذي هو على استعداد للمساعدة في مكافحة اصلاء الظلام.
يعتبر «أصلاء الظلام» أشخاص عادوا من الموت للحصول على السلطة، أو الانتقام، أو الأعمال غير المنتهية. ومن بين أعضائها صديق يوسي القديم كيريو كيسلر الذي يعتقد أن يوسي قد خانه. كارلي كارمين، المراسلة الذي تحب جاك أطلس. ميستي ترايدويل، وهي امرأة تعتقد أن أكي إيزينسكي هي المسؤولة عن موت شقيقها. ديفاك، رجل يطلق العنان زيمان ملك القرد لنشر الشر في المبارزة الوحوش. رومان جودوين، شقيق ريكس جودوين؛ بومير، الذي لا يزال يسعى للانتقام من غودوين. حيث ضحى اصلا الظلام بأرواح المئات من الناس حتى يتمكنوا من إطلاق العنان لوحوش الخالدون الأرضيين.
اتبع الإصلاء الاربعة مع ترادج ومينا وروا تعليمات غودوين ومحاولة تنشيط وحدات التحكم في مفاعل الطاقة دي الأصلي، لإيقاف ملك العالم السفلي من الظهور في عالمهم. يتواجه كل من الإصلاء وكرو وليو ضد اصلاء الظلام الذين كانوا يحرسون وحدتهم الخاصة. على الرغم من أن العديد من المبارزيبن المظلومين قد تغيرت قلوبهم خلال المبارزات، فإنهم سوف ينتهي بهم المطاف إلى أن يسيطر عليهم ويمتلكهم مبعوث العالم الآخر مما يجبرهم على إكمال مهمتهم المتمثلة في هزيمة الموقعين واخذ مفاتيحهم. المبارزين والإصلاء ينجحون في هزيمة جميع المواقعين المظلمة الموجودة جنبا إلى جنب مع الخالدون الأرضيين، مما يحرر أرواح أولئك الذين اعتادوا على استدعاء اولائك الخالدون. تحول كل من اصلاء الظلام إلى الغبار بعد هزيمتهم. على الرغم من هزيمة جميع المواقع المظلمة الحالية، إلا أن بعض الإصلاء لم يتمكنوا من تنشيط جميع وحدات التحكم في الوقت المحدد، وبالتالي تم إحياء ملك العالم الآخر.
بعد مواجهة اصلاء الظلام قد حصل ريكس جودوين رمز التنين القرمزي بجانب رمز كبير اصلاء الظلام ثم قاتل يوسي وجاك وكرو جودوين المبارزة النهائية «ظل تيربو» داخل كوندور جيوجليف كطقس للترحيب بالملك نفسه في مبارزة 3 في 1. لكن جاك وكرو يسقطان، مما يجعلهما غير قادرين على الاستمرار، تاركين فقط يوسي لإنهاء المبارزة. ينتقل رمز التنين غودوين من التنين على ذراع يوسي، في حين يأخذ كرو رمز يوسي القديم للتنين.
بعد ان حقق يوسي النصر، يدمر التنين القرمزي ملك العالم السفلي. يتم إعادة اصلاء الظلام إلى الحياة، دون أن يتذكروا وقتهم كاصلاء مظلمين باستثناء الإخوة غودوين

### الموسم الثالث ماقبل السباق العالمي الكبير
في بداية الموسم الثالث، يقع نيزك على شكل حبة عملاقة في ضواحي المدينة. وصلت مجموعة من الخدم من الالياستير وتمكنت من الحصول على لازار لسحب القرص من الحفرة.
بعد ذلك بأيام، يظهر مبارز توربو غامض يدعى «غوست» أو الشبح، ويبدو أنه قام بيتحطيم المبارزين الآخرين بعد خسارتهم امامه في مبارزات التوربو. عندما يواجه يوسي يقوم غوست بقلب الطاولة واستدعاء وحشه في قاتل السينكرو، «امبراطور الميك لورد وايزل». يقول غوست إن حوش السينكرو هي دليل على تطور الإنسانية وليست هناك حاجة إليها في هذا العالم. سيطر علي يوسي لوقت طويل يتمكن يوسي من العودة للقمة باستدعاء وحش السينكرو المميز تنين النجم العظيم " Majestic Star Dragon " لهزيمة غوست . بعد مبارزة، يوسي يكتشف أن الشبح كان في الواقع ربوت مبارزة . بعد ذلك بكثير بعد مبارزة، يوسي وصديقه يذهبون على العديد من المغامرات الخاصة بهم.
يوسي يبارز البروفيسور رودولف هايتمان، في أكاديمية المبارزة، حتى لا يتم طرد روا، روكا وزملائهم الآخرين.
كرو يواجه باشفورد، في مكب الخردة junkyard ومحاولة لجعله ينتقل للعيش مع مارثا .
جاك اطلس يواجه دون بييرو، الذي يحول اجبار الفقراء علي اعطائهم قروض من خلال توقيع عقود مجحفة (غير عادلة)
روا ويوسي ينقذا روكا من روح الصبي المسمى هالي، الذي يعتقد أن ليو قد أتى ليؤذي شقيقته الصغيرة كلير .
```
يخطف يوسي من قبل فريق منافس من سباق العالمي الكبير . في وقت لاحق، يتم إنقاذه من قبل أكيزا، تظهر مبارزة توربو مبارزة تدعى شيري ليبلانك وتتبارى ضده. ونتيجة ذلك، تقرر اكي احتراف مبارزات التوربو .
يوسي يبدا في البحث عن طرق لهزيمة وايزل بدون استخدام الاستدعاء بالسينكرو، حيث يتحداه المبارز الغامض فايزر. خلال مبارزتهم، يستخدم فايزر طريقة جديدة في الاستدعاء بالسينكرو تسمي السينكرو اكسيل 
```

تخوض اكي الامتحان للحصول على ترخيص لتصبح مبارزة توربو، وتشارك في أول لعبة مبارزة توربو ضد الضابط ترادج .
```
يلاحق جاك ويلقي، زعيم عصابة من اللصوص مبارزة التربو، ويكسب صديقا في ضابط الأمن كاز، صاحب الوحش ملك الفوضي ارك فيند Chaos King Archfiend 
```

في أحد الأيام، يلتقي روا وروكا بزميل دراسي جديد غامض يدعى لوشكو، وهو صبي يبدو أنه يحب التسكع مع روكا. يقدم ليستر لوحة المبارزة إلى روكا، وقد قام روكا بصنع واحدة له. يعطي لوشكو لونا اللوحة كهدية. ومع ذلك، في نفس اليوم مبارز غامض على متن لوح مبارزة تحديهم لمبارزة. الذلك مبارز تبين أنه واحد من الاليستر، وهو يستدعي وحشته الإمبراطور ميكولورد سكييل . يصل يوسي وبقية افراد فريق فايف دي اس لمشاهدة المبارزة، ويعتقد يوسي أن سكييل يشبه وايزل. يمتص سكييل وحش روكا«التنين الجنية القديم» ويدمر تنين روا «الأداوات كهربائية التنين» إلى قطع، الأمر الذي يتسبب في خسارة ليو ويسقط من فوق الجسر. ومع ذلك، فإن التنين قرمزي يظهر وينقذ ليو من الموت، وتهزم لونا سكييل في اليوم التالي، لم يكن أحد في المدرسة يعرف من هو الذي يقف وراءهم، وقد اختفى قصره.
يكشف يوسي إلى كل من كرو وجاك، حول تورط الإيليستر في السباق العالمي الكبير وحول وحوش السينكرو اكسيل . في وقت لاحق، يعثرون علي شاب فاقد الوعي اسمه برونو . يمضي يوسي الوقت معه، حيث يشتركان في المهارات المشتركة والاهتمام بالهندسة الميكانيكية. ونتيجة لذلك، فهم قادرون على إنشاء برنامج محرك نهائي. لكن لازار يسرقها ويذهب الأربعة منهم وراءه. في نهاية المطاردة، ينتهي يوسي بالمبارزة ضد حارس روبوت، الذي قام هو ولازار بحبسه داخل مستودع.
جاك يتبارى في مبارزة ضد روبوت المبارزة الذي أنتحل هويته .
كرو يواجه ابن زورا، ليندون، في محاولة لمساعدته على إصلاح الساعة المكسورة في البلدة وإثبات لزورا أنه يستطيع إصلاح الساعات.

#### كراش تاون
يتلقى يوسي رسالة من امرأة تدعى باربرا . تقول رسالتها أن كيريو كيسلر يحتاج إلى مساعدة يوسي. هو في كراشتاون، وهي مدينة يحكمها المبارزيين، وهو جزء من عصابة رادلي، التي ترسل المبارزين الآخرين الذين يسخسرون للعمل في المناجم . وبالتالي فهو يريده يلحق الهزيمة به بهدف إبعاده عن تلك البلدة. للأسف كالين ورادلي ونفسه بدلاً من ذلك أصبحوا عبيداً، بسبب مخطط باربارا مع مالكولم . في وقت لاحق يحاول يوسي الهروب من المناجم مع كالين، وينتهي في النهاية بمواجهة ويست ونيكو . ومع ذلك يظهر لوتون مع رفاقه آخرين أيضاً، لذلك يتحداه يوسي في مبارزة توربو، لكي يتمكن كالين والأطفال من الفرار. تنتهي المبارزة بشكل غير حاسم بسبب عمل غير شرعي من قبل لوتون، وينفصل الأطفال عن كيريو ويوسي ويتم اختطافهم، وظنًا أنهم ماتوا عندما شاهدهم يسقطون في الحفرة. لكنه دهش، عندما عرف انهم لا يزالون على قيد الحياة، وتحداه إلى مبارزة لتحرير المدينة واسترداد الأطفال.
```
تحتدم المبارزة مع لوتون في محاولة لهزيمة كيريو بأي ثمن. ومع ذلك، كاد لوتون ان يخسر من قبل كيريو وشريكه في الفريق يوسي. وبينما يتقدم المبارزة مع لوتون على وشك الخسارة ، يحاول هو وبربارا أن يجعلا النزال تعادل مرة أخرى ، لكن كرو هوجان وجاك أطلس توقفهما . في إحدى المحاولات الأخيرة ، قام لوتون بتفجير المتفجرات في المدينة مما أدى إلى حدوث عملية تحويل. كالين يعيق مطاردة دراجة يوسي ويمسك به لإنهاء دورته الأخيرة. ثم يهزم في نهاية المطاف لوتون. بعد انتهاء المبارزة أخيرا ، يتم احتجاز لوتون وباربارا من قبل الأمن . يعود كل من يوسي وكرو وجاك إلى مدينة دومينو الجديدة ، بينما يستمر كالين في مساعدة المواطنين في استعادة السيطرة علي المدينة ، وكذلك هو نيكو وويست يظهرون في لقطة مقربة للفريق حيث أن البلدة مدينة أفضل، تكريماً للقائمين بتنفيذ القانون .
```

### الموسم الرابع السباق العالمي الكبير
يوسي يبارز ضد السويرث ، الذي اقتحم مقر القطاع الأمن جنبا إلى جنب مع شيري . عندما كل من شيري وبرونو مسح البطاقة زي -ون ، حيث يتم نقلها هي ويوسي إلى منطقة غريبة (الارك كريدل)حيث كان هناك كيان غامض (زي-ون).
كرو ضد بولتون من أجل معرفة الحقيقة حول وفاة روبرت بيرسون . أثناء مبارزهم ، يحصل كرو على «التنين الأسود المجنح».
يوسي في مبارزة توربو ضد اندريه لاعب من فريق يونيكورن .
يواجه كرو حادثة ويكسر كتفه الأيمن قبل ثلاثة أيام من عدم تمكن البطولة من المشاركة. أكي تحل محله أخيرا يبدأ السباق العالمي الكبير، والمبارزة الأولى من التصفيات هي فريق 5D ضد Team Unicorn . إن سلسلة المبارزات طويلة وشاقة بالنسبة لهم ، لكن في النهاية يحصلون علي الانتصار.
الفريق الثاني الذي يواجهونه هو فريق كاتاستروف.
بعد فوز فريق 5D رسمياً بالدور يتقدمون الي النهائيات ضد فريق العالم الجديد ، يطلق بواشكو العنان لجيش من المبارزين الاشباح «روبوت مبارزة» يطلق عليه «ديابلو» ليسبب بتحطيم المدينة. خلال هذه الأحداث ، يساعد برونو في شكله انتينومي يوسي تصفية ذهنه ليتمكن من الوصول لحيود الدمج ويصل لمهارة الاستدعاء بالسينكرو اكسيل تمكن من استدعاء وحشه المميز «تنين شوتينج ستار Shooting Star Dragon». يستخدمه يوسي لاحقا ضد بواشكو لإلحاق الهزيمة به. ومع ذلك يظهر جاكوب ولستر في وقت لاحق أمامه ، جاك وكرو.
بعد هذا الاجتماع ، سافر جاك ويوسي إلى نازكا واستدعاها بومير . هناك يتبارى ضد روح فليمر التي تم ارسالها من قبل Red Nova ويتعلم عن التوصل لمهارة «الروح المستعرة Blazing Soul» ليتمكن من التوصل للدمج السينكرو اكسيل . حيث يتمكن من استدعاء بطاقة التنين الاحمر نوفا " Red Nova Dragon ".
في وقت لاحق يوسي وشركاءه يمسكون بلازار من أجل الحصول على بعض المعلومات حول الالياستير. يتعلمون في نهاية المطاف عن من هم الياستير وما هي اهدافهم
تسلل كل من يوسي وشيري وبرونو لمقر الالياستير للعثور على أي فكرة لهذه المجموعة. هناك يتعلمون عن إنفينيتي وتجربة قوتها مثل إيليستر لتحقيق تزييف التاريخ .
في وقت لاحق روا بمساعدة يوسي وبرونو مساعدة إصلاح درجات التربو الخاصة بهمو الاستعداد للنزال القادم ضد فريق تايو . في هذه الأثناء ، يذهب كرو وأكي وجاك إلى مبارزة فريق راجناروك للمبارزة.
تبدأ نهائيات السباق العالمي الكبير مع فريق Team 5Ds في منافسة ضد فريق تايو . انتصار يوسي وشركاه
يلتقي يوسي وجاك وكرو مع فريق راجناروك قبل المباراة. يتعلمون القصة وراء سادة ايسير الثلاثة ، وكذلك حول العيون المرمزة Rune Eye . بعد فترة وجيزة ، تصطدم الفرقتين في
```
الدور نصف النهائي ، كل منهما مصمم على الفوز من أجل مواجهة فريق العالم الجديد في النهائيات ووقف إيلياستر مرة واحدة وإلى الأبد. على الرغم من أن جاك وكرو ويوسي يواجهون صعوبة في التغلب علي فريق راجناروك خلال المباراة ، إلا أن يوسي ينهي المبارزة بانتصار.
```

قبل أن تبدأ نهائيات السباق العالمي الكبير ، تنشغل Carly Carmine كارلي كارمين بكتابة مقالة لفريق 5ds بمساعدة اكي وروا وروكا ومينا Aki و Rua و Ruca و Mina .
تبدأ نهائيات السباق العالمي الكبير (World Racing Grand Prix) مع فريق 5Ds (فريق 5Ds) الذي يتنافس مع النبلاء الاليستير الثلاثة
. إن الإستراتيجية الأولية لفريق العالم الجديد Team New World خلال المباراة تضع اللاعبون في حيرة ، حيث أن امبراطور الآلة جرانيل الخاص بجوزيه تهزم كلا من جاك وكرو Jack و Crow بسهولة. على الرغم من أن يوسي Yusei لديه فرصة لمواجهة ذلك ، فإن الأفراد الالياستير الثلاثة يقلبون عليه الطاولة مرة أخرى من خلال دمجهم في الشكل الحقيقي الخاص بهم ايبوريا Aporia . على الرغم من أن امبرطور الميك لورد استرو ماكينيل Meklord Astro Mekanikle يضع يوسي Yusei في الزاوية في البداية ، إلا أن يوسي Yusei اصبج قادر على الارتقاء فوق الوضع بفضل الجمع بين " Shooting Star Dragon " و " Red Nova Dragon " و " Black-Winged Dragon "و يتمكن من هزم ايبوريا ويجلب النصر لفريقه الذي يحقق لقب السباق العالمي الكبير WRGP

### الموسم الخامس والاخير ارك كرادل
ومع ذلك ، بعد الانتهاء من هذه الفعاليات ، تم الانتهاء من تصميم «التصميم الكبير» أخيراً ليسمح للمعبد الإلهي العملاق بالهبوط على المدينة. يقوم فريق 5Ds ، بمساعدة فريق راجناروك ، بالوصول الي القلعة من أجل منعها من إبادة المدينة بأكملها في غضون 12 ساعة. تقف في طريقهم شيري ليبلانك ، بعد أن تحالفت مع إيلياستر عند رؤيتهم للمستقبل ، حيث رئوا أبوريا يحي من جديد ، والمبارز التربو الغامض أنتينومي ، وسيد للمعبد الإلهي نفسه ، زي-ون .

عند الوصول إلى الارك كريدل ، يتم تقسيم الإصلاء إلى مجموعات بواسطة زي-ون. اكي مع كرو ، جاك مع التوائم ، ويوسي مع فايزر. ثم تذهب كل مجموعة لإيقاف التروس الكوكبية الثلاثة داخل القلعة. تبدأ اكي وكرو في الصعود لأول مرة حيث يواجها شيري تقاتل شيري لان زي-ون قد وعدها بان يمنحها رغبتها في لم شمل عائلتها. ومع ذلك، وبالنهاية يتمكن كرو واكي من هزم شيري
المجموعة التالية لتصل إلى الترس الثاني هي جاك وروا وروكا. في هناك صدموا عندما ظهر ايبوريا Aporia الذي أعيد بناؤه من جديد. أجبرهم على مبارزة توصيل الأجهزة التي ترتبط بنواقص حياتهم.بمعني من يخسر يموت ينتهي الأمر بالمبارزة كونها معركة يأس ضد الأمل ، حيث يتقاتل ليو ضد ابوريا Aporia بشكل مكثف. روا خسر تقريبا نتيجة ما حدث للروا بدات لونا في الانهيار لكن تتجمع رموز التنين القرمزي ويعود روا للحياة ويظهر علي يده رمز جديد بحيث يعتبر الاصيل السادس الذي يحمل قوي التنين القرمزي يعود ليو بقوة ويستدعي وحشه الجديد Life Stream Dragon، وفي النهاية يتمكن جاك والتؤام من هزيمة ايبوريا هزيمة ساحقة وينتهي الأمر إلى سقوط الأرض حيث ينها المكان وينجحوا بالهروبحيث جميعا يشاهدون أبوريا ويسقط ويختفي
وأخيرا بعد ذلك ، وصل يوسي وفايزر إلى الترس الثالث هناك ، زي-ون يعيد ذاكرة فايزر حتى يتمكن من محاربة يوسي . يبدأ المبارزة بعد أن يكشف يوسي لفزور من الذي هو حقا. أثناء المبارزة ، يقوم انتينومي Antinomy بمفاجاة يوسي Yusei مع وحش Delta Accel Synchro الخاص به . ومع ذلك، انتصر يوسي ، ولكن بسبب المبارزة ، تم تشكيل ثقب أسود كاد ان يدمر كلا المبارزين. بعد كشف انتينومي Antinomy إلى Yusei السبب الحقيقي الذي دفعه للقتال ضده ، فإنه يضحي بنفسه حتى يتمكن أصدقاؤه من البقاء. قبل موته ، يخبره انتنومي Antinomy بانه سيغيير المستقبل باستخدام الضوء خارج من السينكرو اكسيل Accel Synchro.
بعد أن يتم إيقاف العتاد الكوكبي النهائي تلتقي المجموعة. يعلمون جميعًا عن من هو برونو حقاً ويذهبون لتحدي زي-ون Z-one ، وكلهم يستقرون لمنعه مرة واحدة وإلى الأبد. الوصول إلى مكان خصمهم النهائي ، ينوي يوسي القتال ضده فقط ليتم إيقافه عن طريق تغيير ابوريا Aporia. لقد ظهر هناك بقصد المبارزة زي -ون Z-one التي فاجئ الجميع. الإنسان الآلي يكشف عن أسبابه وأيضاً ما كان خطة زي-ونZ-one الأصلية من البداية. ومع ذلك ، زي-ون يهزم ابوريا Aporia بمساعدة من اوراق الهة الزمان خاصته " Timelord ".
بعد هذا ، يدمج ابوريا Aporia قرصه المضاد إلى مركبة يوسي Yusei لكي يساعده في المعركة النهائية ضد زي-ون Z-one أ. قبل المبارزة ، حصل يوسي Yusei على جميع بطاقات التنانين الإصلاء Signer Dragons من أصدقائه. مع هذا يطير نحو زي-ون Z-one بفضل القوي التي اعطاها له ايبوريا Aporia. أخيرا تبدأ المباراة ، يتحطم قناع زي -ون الغامض اثناء المبارازة ويري يوسي وجه زي-ون الحقيقي . وعلاوة على ذلك ، يتم إخباره عن خلفيته المستقبلية التي يعيش فيها زي-ون Z-one لذلك اضطر لتعديل نفسه ليصبح يوسي فودو عندما تتقدم المبارزة لآلة ، يهزم يوسي Yusei برفقة الهة الزمان "Timelords" الالات ولكن تم تدمير هذا المستقبل لذلك قرر زي -ون ان يعود للماضي ليمنع هذه الكارثة بتدمير ماضي يوسي الذي ادي لخلق هذه الالات في المستقبل . بعد لقاء أخير مع الدكتور فودو يسمح ليوسي بالحصول على وحش جديد يسمي ، " Shooting Quasar Dragon ". مع ذلك ، يمكن ليوسي أن يسيطر على المبارزة مما يسمح له بالتسبب في بعض الأضرار الكبيرة لنقاط حياة خصومه. بعد زي-ون Z-one ، كفرصة أخيرة ، يحاول هزيمة Yusei باستدعاء وحشه الاقوي الذي يسمي بـ " Sephylon ، Timelord "، لكن وحشه الجديد لا يكفي لتجاوز إستراتيجية Yusei النهائية. في هجوم نهائي باستخدام التنين ستاردست ، يفوز يوسي. بعد المباراة مدوية لكن ، تم اعداد المعبد الإلهي ليسقط علي مدينة دومينو الجديدة لكن زي-ون Z-one يضحي بنفسه من أجل تفكيك القلعة وينقذ يوسي واصدقائه من تدمير مدينة دومينو .

#### مستقبل فريق فايف دي اس
بعد بضعة أشهر من المعركة مع زي-ون Z-one ، يسير كل شيء في مدينة دومينو الجديدة New Domino City نحو مستقبل أكثر إشراقاً. لكن خلال تلك الفترة ، بدا الاصدقاء الستة بالابتعاد عن بعضهم البعض. علاوة على ذلك ، فهم غير واضحين بشأن الطريق الذي يجب اتباعه تجاه مستقبلهم. أكي على وشك التخرج حيث هي غير متاكدة هل ستسافر خارج اليابان لدراسة الطب أم لا. يعمل كرو كضابط في الأمن العام ، لكنه يتلقى دعوة من رابطة المبارزة من الخارج. أتمّ Yusei تشغيل مفاعل فورشين Fortune الرئيسي ، الذي سيضمن أن مستقبل زي-ون Z-one لن يأتي أبداً ، وهو الآن غير متأكد مما يجب فعله بعد ذلك. روا وروكا قد يضطرون إلى مغادرة نيو دومينو سيتي للعيش مع والديهم. في هذه الأثناء ، يتطلع جاك إلى استعادة لقبه كملك للسرعة بعد تلقيه دعوة من رابطة أير رايز ، حيث كان يقاتل ضد العديد من مبارزين التربو الأقوياء. بعد أن تجمع المجموعة ، يبدو أنه يخبرهم بذلك ، ويرى يوسي أنه هو والآخرون غير قادرين على السير على مساراتهم الخاصة ، ويتحداه في مبارزة.

تبدأ المبارزة مع بعضها البعض باستدعاء حوش كل منهما ، وعندما يهاجم جاك منافسه مع التنين الاحمر اركفيد Red Dragon Archfiend ، يقوم يوسي Yusei بتنشيط بطاقة Star Excursion لإزالة كلا من الوحوش. يعلن Yusei أنه مع اختفائهم ، اختفت مستقبلهم كذلك ، وذلك من خلال مبارزة الجميع سوف يتمكنون من العثور عليه. بعد خروج جاك ويوسي من وحوشهم ، يظهر يوسي في النهاية منتصرا للمبارزة. ويقول إن معركته مع جاك جعلته يدرك أنه يرغب في البقاء في مدينة نيو دومينو ، بينما يذهب باقي أصدقائه إلى مسارات منفصلة مع العلم أنه سيتم لم شملهم يومًا ما. لينتهي الانمي علي هذا الشكل
لكن في إصدار دي في دي الذي اطلقه المنتج قال علي حسابه علي تويتر بان النهاية الاصلية للقصة ستصبح هكذا يمكنك مشاهدة كأس السباق العالمي الكبير WRGP مع نظارات برونو وصورة تجمع فريق 5D.

## الشخصيات
- يوسي فودو (不動遊星, Yūsei Fudō): هو الشحصية الرئيسية في السلسلة، عمره 18 سنة، ويلعب بمجموعة Synchro/Tuner التي تعتمد على ورقة Stardust Dragon. ويعرف بأسلوبه العبقري في المبارزة، ويتميز بالهدوء والذكاء والمهارة العالية.
- جاك أطلس (ジャック・ アトラス, Jack Atlas): عمره 19 وهو منافس يوسي، ويعرف بالملك المطلق لمبارزة الدراجات، وهو يخشى من مهارات يوسي في المبارزة التي سحق بها جميع من وقف في طريقه.
- كرو : عمره 17 وهو منافس جاك، إنه لاعب طائش وأحمق أحيانا لكنه ماهر في المبارزة مجموعة أوراقه تسمى الطيور الجارحة.
- آكي إيزايوي (十六夜 アキ, Aki Izayoi): عمرها 16 آكي فتاة ذات قدرات خارقة وقوة تستخدم فقط من خلال الحزن والألم، ولكن بعد مقابلتها ليوسي تغيرت حياتها.
- روا (龍亞, Rua): عمره 8 هو أخ روكا التوأم، ويتميز بالنشاط والتهور.
- روكا (龍可, Ruka): عمرها 8 هي فتاة هادئة، وتوأم روا.

## فريق العمل
- يويا مياشيتا: ويؤدي دور يوسي فودو.
- تاكانوري هوشينو: ويؤدي دور جاك أطلس.
- أيومي كينوشيتا: في دور إيزاوي.
- أي هوراناي: في دور روا.
- يوكا تِراساكي: في دور روكا.

## الدبلجة العربية
تمت دبلجته وعرضه على شاشة إم بي سي 3 من قبل إستديو KM Productions، وعُرضت الحلقة الأولى في 2013 وقد انتقدت الدبلجة بسبب «عدم تفاعل المدبلجين مع الحدث» وعدم مطابقة حركة الشفاه. لم تُنتج أي شارة وتم حذف الأغنية اليابانية والإبقاء على اللحن، كما تم حذف جميع الأغاني الاثنتي عشرة الأخرى. تم تغيير بعض الأسماء في النسخة العربية والإنجليزية مثل روكا إلى لونا وغيرها. كانت هناك عشوائية في التسمية، فمثلًا بطاقات الـReactor سُميت مرة التفاعل ومرة أخرى الرياكتور.

## وصلات خارجية
- يوغي فايف دي اس على موقع IMDb (الإنجليزية)
- يوغي فايف دي اس على موقع ميتاكريتيك (الإنجليزية)
- يوغي فايف دي اس على موقع روتن توميتوز (الإنجليزية)
- يوغي فايف دي اس على موقع كينوبويسك (الروسية)
- يوغي فايف دي اس على موقع قاعدة بيانات الفيلم (الإنجليزية)
- يوغي فايف دي اس على موقع ANN anime (الإنجليزية)

- Yu-Gi-Oh! 5D'S - قناة TV-Tokyo اليابانية (ياباني)
- NASinc. (ياباني)
- Yu-Gi-Oh! 5D'S Konami (ياباني)